# 子城

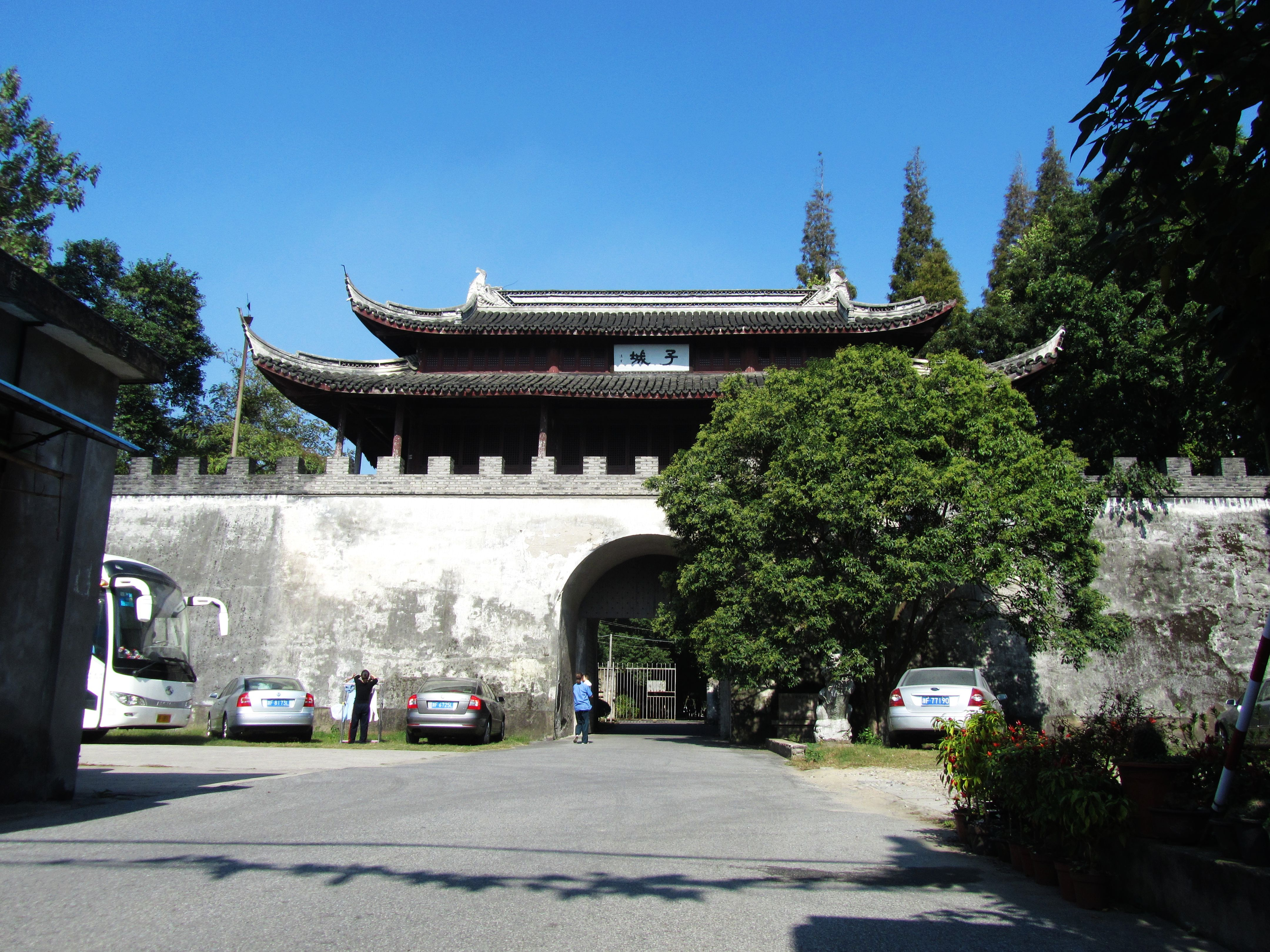
嘉兴子城城垣遗迹，子城周围二里十步，高厚均一丈二尺，对应的宋代罗城周围一十二里，高一丈二尺，厚一丈五尺。

子城与大城（或称罗城）相对，指中国古代城市中在主城内所修筑的小城（内城），或指主城所附的瓮城或月城（城门外所筑用以屏蔽城门的半圆形小城），其中在旧志中记述城池建置沿革时，多以子城表述城中小城。唐宋时的子城多为地方州府衙署所在，四周以城墙围绕，明清时则一般仅筑以围墙，不再修筑子城。《资治通鉴·唐宪宗元和十四年》「比至，子城已洞开，惟牙城拒守」元胡三省注：「凡大城谓之罗城，小城谓之子城。又有第三重城，以卫节度使居宅，谓之牙城。」